# Germán L. Rennow Hay
Germán L. Rennow Hay (* 1905; † 1980) war ein mexikanischer Botschafter.

## Leben
Germán L. Rennow Hay war der Sohn von Josefina Hay Fortuño (1875–1946) und Carlos Rennow Phillips (1876–1935). Von 1. März 1934 bis 21. Mai 1935 war Hay Geschäftsträger in La Paz. 1936 war er Militärattaché in Berlin. Vom 24. Oktober 1939 bis 28. Juni 1940 war er Geschäftsträger bei der dänischen, der niederländischen, der belgischen und der norwegischen Regierung. Ab 10. Mai 1940 besetzte die Wehrmacht im Rahmen des Westfeldzugs die Niederlande. Ab 14. Januar 1941 war er Botschaftssekretär zweiter Klasse in Berlin und wurde mit dem Botschafter in Berlin Juan F. Azcárate Pinora zu Konsultationen nach Mexiko gerufen, woraufhin er am 1. August 1941 die Gesandtschaften bei den Regierungen von Dänemark, der Niederlande, Belgien und Norwegen schloss, ohne die Beziehungen zu beeinträchtigen. Als am 24. Dezember 1943 der mexikanische Botschafter in der Dominikanischen Republik José María Gurría Martínez de Escobar starb, wurde Hay Geschäftsträger in Santo Domingo. In seiner Dienstzeit gewährte er am 4. Juli 1945 einem Gegner von Rafael Leónidas Trujillo Molina Asyl.
Vom 1. Februar 1950 bis 12. September 1953 war er Geschäftsträger in Moskau, vom 24. Februar 1954 bis 5. April 1956 in Tokio, vom 18. Dezember 1958 bis 6. Oktober 1959 in Oslo und vom 12. Dezember 1961 bis 10. November 1962 war in diplomatischer Mission Kopenhagen.
| Vorgänger                              | Amt | Nachfolger                                  |
| -------------------------------------- | --- | ------------------------------------------- |
| Gonzalo Frías Beltrán                  | Mexikanischer Geschäftsträger in La Paz am 1. März 1934 Geschäfte übernommen, am 21. Mai 1935 abgelöst                | José Maximiliano Alfonso de Rosenzweig Díaz |
| Gonzalo Frías Beltrán                  | Mexikanischer Geschäftsträger in Den Haag am 24. Oktober 1939 Geschäfte übernommen, am 28. Juni 1940 abgereist        | Gustavo Luders de Negri                     |
| José María Gurría Martínez de Escobar  | Mexikanischer Geschäftsträger in Santo Domingo am 24. Dezember 1943 Geschäfte übernommen, am 1. März 1944 abgelöst.   | Jesús A. Celis Campos                       |
| Luciano José Joublanc Rivas            | Mexikanischer Geschäftsträger in Moskau am 1. Februar 1950 Geschäfte übernommen, am 12. September 1953 abgelöst       | José Maximiliano Alfonso de Rosenzweig Díaz |
| Manuel Maples Arce                     | Mexikanischer Geschäftsträger in Tokio am 24. Februar 1954 Geschäfte übernommen, am 5. April 1956 abgelöst            | Javier Rojo Gómez                           |
| Manuel Zermeño Araico                  | Mexikanischer Geschäftsträger in Oslo am 18. Dezember 1958 Geschäfte übernommen, am 6. Oktober 1959 abgelöst.         | Manuel Maples Arce                          |
| Carlos Esteban Peón del Valle y Varona | Mexikanischer Geschäftsträger in Kopenhagen am 12. Dezember 1961 Geschäfte übernommen, am 10. November 1962 abgelöst. | Paula Alegría Garza                         |